# Organización Fascista Rusa
La Organización Fascista Rusa (OFR) fue el nombre adoptado por un grupo de emigrantes rusos activo en Manchuria antes de la Segunda Guerra Mundial.
La OFR original fue fundada en 1925 por estudiantes de Derecho de la Harbin Normal University. Bajo el liderazgo del profesor N.I. Nikiforov, observaron el fascismo italiano en busca de inspiración y produjeron las 'Tesis del Fascismo Ruso' en 1927. La OFR introdujo de contrabando cierta propaganda en la Unión Soviética, lo que atrajo la atención de las autoridades de China quienes pronto prohibieron al grupo publicar esos trabajos. En 1931 la OFR absorbió al recientemente fundado Partido Fascista Ruso (PFR) bajo el liderazgo de Konstantín Rodzayevski.
Un grupo separado, la Organización Fascista de Todos los Rusos (OFTR), fue también activa bajo la dirección de Anastasy Vonsyatsky y fue formalmente fundada el 10 de mayo de 1933 en Putnam, Connecticut, en los Estados Unidos.
En 1934, en Yokohama, el PFR y la OFTR intentaron fusionarse, siendo resultado de ello la firma de un protocolo el 3 de abril de 1934 por el que se acordaba dicha fusión y se creaba el Partido Fascista de Todas las Rusias (PFTR). El 26 de abril de 1934 en Harbin en el 2º (unitario) Congreso de los Fascistas Rusos se produjo la asociación formal entre la OFTR y el PFR y la creación del PFTR.
La fusión completa fue bastante problemática, porque Anastasy Vonsyatsky  se oponía al antisemitismo y consideraba a los apoyos del PFR – principalmente cosacos y monárquicos – un anacronismo. Entre octubre y diciembre de 1934 se produce la ruptura entre Konstantín Rodzayevski y Anastasy Vonsyatsky. Aunque este grupo siguió colaborando con el PFR por un tiempo, más tarde decidió desligarse para formar su propio 'Partido Nacional Revolucionario Ruso' que tuvo un cierto éxito.
Entre 1940 y diciembre de 1941, se reanudó la cooperación entre Konstantín Rodzayevski y Anastasy Vonsyatsky, interrumpida por el inicio de la guerra entre Japón y Estados Unidos.
Después de la entrada de Estados Unidos en la Segunda Guerra Mundial en 1942 Anastasy Vonsyatsky fue arrestado por el FBI, desapareciendo el partido después de ello.